# داميانو شيت
داميانو شيت (بالهولندية: Damiano Schet)‏ (8 أبريل 1990 بأمستردام في هولندا - ) هو لاعب كرة قدم هولندي في مركز الوسط. لعب مع آر كي سي فالفيك ونادي أيك لارنكا ونادي كامبور ونادي هارلم ونادي تلستار ‏ وRijnsburgse Boys ‏ وIJsselmeervogels ‏.

## روابط خارجية
- داميانو شيت على موقع قاعدة بيانات كرة القدم.إي يو (الإنجليزية)
- داميانو شيت على موقع Soccerway.com (الإنجليزية)